# La pequeña madrecita
La pequeña madrecita en una película mexicana de 1943 de la Época de Oro del Cine Mexicano. Es un drama que cuenta una historia de abnegación y sufrimientos extremos, en el que la pequeña heroína Evita Muñoz "Chachita" canta, llora, se pinta la cara de negrita y se emboracha para ver a su madre muerta, al igual que hace su padre alcohólico. De igual manera, cuida de manera maternal a su primita y a sus maltratadas muñecas.

## Reparto
- Evita Muñoz "Chachita"
- Narciso Busquets
- Anita Blanch
- Titina Romay
- Francisco Jambrina
- Manuel Arvide
- Arturo Soto Rangel
- Josefina Romagnoli
- Conchita Gentil Arcos
- Elena D'Orgaz
- Pepe del Río
- Salvador Quiroz
- Luis Cortés
- Manuel Noriega

- Datos: Q5391700